# Eupelops tahitiensis
Eupelops tahitiensis är en kvalsterart som beskrevs av Hammer 1972. Eupelops tahitiensis ingår i släktet Eupelops och familjen Phenopelopidae. Inga underarter finns listade i Catalogue of Life.